# 隐身博士
《隐身博士》是中国1991年的电影，讲述的是一位博士研制出一种隐形药，却被犯罪分子偷去。片长91分钟。

## 工作人员
- 导演：张子恩
- 编剧：肖矛
- 音乐：赵季平
- 制作:西安电影制片厂

## 演员
- 常蓝天（博士）
- 高明（干部）
- 姜晶豫（秀兰）
- 白兰妹（小燕）
- 王全安